# Chantal Loïal
Chantal Loïal, née en 1969 à Pointe-à-Pitre, est une danseuse et chorégraphe française. Elle œuvre pour une plus grande mixité dans la danse contemporaine française et la reconnaissance de l'altérité.

## Biographie
Chantal Loïal apprend la danse classique aux Antilles. En 1977, elle découvre la danse africaine à Paris. Elle intègre des ballets africains, comme Lokolé et Lemba du Congo, la compagnie Georges Momboye de Côte d’Ivoire, puis elle accompagne des chanteurs et groupes d’Afrique de l’Ouest comme Tchico Tchicaya et Kanda Bongo Man. Attirée par la danse contemporaine française, elle rejoint en tant que danseuse la compagnie  de José Montalvo et Dominique Hervieu et les Ballets C. de la B. (Les Ballets Contemporains de Belgique).
Elle est diplômée en danse contemporaine au Conservatoire national de danse de Pantin.
En 1995, Chantal Loïal crée sa propre compagnie de danse Difé Kako. Elle revendique son identité créole et milite pour une chorégraphie métissée entre danses africaines et antillaises et répertoires musicaux traditionnels et contemporains.
Comme de nombreuses  artistes antillaises (Norma Claire, Léna Blou, Max Diakok), elle se heurte aux codes d'une esthétique blanche héritée des colons et des anthropologues.
En 2017, elle crée le Mois Kréyol, festival des langues et des cultures créoles ou artistes et associations culturelles s’unissent chaque année.
Ensemble ils explorent de nouvelles possibilités pour permettre aux cultures créolisées une représentation durable dans le paysage culturel français (à Paris, en régions, en Outre-mer et à l’international).

## Les spectacles de Chantal Loïal
Chantal Loïal s’attache à créer un langage chorégraphique basé sur un métissage des danses africaines et antillaises ainsi que sur les répertoires musicaux traditionnels et contemporains. Toujours à la recherche d’innovation et dans un souci de diversification artistique, la cie Difé Kako développe plusieurs concepts pédagogiques et chorégraphiques pour amener le public à la découverte de cette danse métissée.
- Aski Paré(2004) traite de la condition des femmes.
- Po chapé(2017) évoque le quartier Château rouge de Paris et le blanchiment de la peau[4].
- Hansel et Gretel (2010) est une libre interprétation, dansée et orchestrée par des percussions en live, du conte de Grimm, Hansel et Gretel.
- On t’appelle Vénus, solo (2011), Chantal Loïal s'inspire de la vie de Saartje Baartman pour interroger le regard de l’Occident. Elle lui rend sa dignité par la danse. Le réalisateur Abdellatif Kechiche et la chorégraphe Robyn Orly se sont également inspiré du destin tragique de Saartje Baartman[6].
- Noir de boue et d’obus (2015) raconte l’histoire d’une rencontre entre les cultures d’Afrique, des Antilles-Guyane et d’Europe au milieu de l’horreur de la guerre, où danse et musique s’imposent comme seules échappatoires[7].
- Nous sommes (2018), interroge sur le rapport à sa propre identité ainsi que sur le rapport à l’Autre et au monde.
- Cercle égal demi cercle au carré (2019), est un dialogue entre tradition et modernité. La pièce revisite les danses sociales et les électrise dans un univers géométrique au contact des danses urbaines.
- Joséphine2b (2020-2021), sensibilise le jeune public aux questions environnementales et sur le chlordécone[8].
- De Vénus à Miriam au pas de mon chant (2021), Chantal Loïal invite la soprano Marie-Claude Bottius et l’écrivaine Kidi Bebey à entrer dans la danse pour réinventer totalement son spectacle « On t’appelle Vénus ».
- Bakannal Ballet (2023), des corps qui déboulent dans les rues, masqués et effrayants pour cette enfant d’alors, bien loin des images du carnaval vénitien et des représentations occidentales…

## Le Mois Kréyol, festival des langues et des cultures créoles
Au fil du temps et forte de son expérience, une idée grandit chez Chantal Loïal : donner une place aux artistes ultramarins peu représentés dans le paysage culturel hexagonal et permettre à tous les créoles du monde de profiter d’un moment de partage, d’échange et de rencontres.
Chantal Loïal veut donner une chance aux artistes d’outre-mer en les accompagnant dans la promotion de leur projet artistique. Une solidarité essentielle pour surpasser les difficultés qu’elle aussi peut encore rencontrer aujourd’hui, on dit “l’union fait la force !” Attachée à son île de Guadeloupe et à la culture créole, elle souhaite créer une triangulaire et tisser des liens forts entre l’Hexagone, l’Afrique et les Antilles.
Ce temps fort, convivial et ambitieux, s’appuie sur plusieurs piliers :
- La transmission et les rapports intergénérationnels,
- Le lien entre professionnels et amateurs,
- L’itinérance, à Paris, en région Île-de-France mais aussi plus largement à l’échelle de la France hexagonale et des outremer, avec la vocation de s’étendre le plus largement possible,
- Le maillage territorial, associatif et partenarial à travers tout un réseau de lieux de culture, d’institutions et d’associations partenaires, impliquées dans le projet et forces d’initiatives.

Le travail de long terme mené par la Compagnie Difé Kako a rendu possible l’émergence d’un tel évènement, qui a rencontré un grand succès dès sa première édition.

## Prix et distinctions
- Chevalier de la Légion d'honneur pour l’ensemble de son travail, mars 2015
- Officier de l'ordre national du Mérite (2023)
- Membre du conseil de l'ordre national du Mérite (décret du 9 mai 2025)[9]
- Médaille de la Ville de Paris, 2018[10]

## Documentaires en lien avec Chantal Loïal & la cie Difé Kako
- Chantal Loïal et la Créolisation d'Alain Birnesser
- Dans les pas d’une chorégraphe, 25 min (bande annonce)
- Du carré au cercle, figures d’une itinérance de création de Christian Forêt

## Liste de toutes les pièces de la cie Difé Kako
- Kakophonies (1995 et recréation 2001 et 2010)
- Hansel et Gretel (1998)
- Woulé Mango (2000)
- Aski Paré (2004)
- Divers-Cités féminines (2007)
- Bal-Konsèr (2007)
- Zandoli Pa Tini Pat (2008)
- Makak Janbé Croco (2009)
- On t’appelle Vénus, solo (2011)
- Noir de boue et d’obus (2015)
- Soyez vous-même tous les autres sont déjà pris (2016)
- Po Chapé (2017)
- Nous sommes (2018)
- Cercle égal demi cercle au carré (2019)
- Joséphine2b (2021)
- De Vénus à Miriam au pas de mon chant (2021)
- Bakannal Ballet (2023)